# První přechodná doba
První přechodná doba je v historii Egypta období rozpadu centrální moci sjednocené říše, decentralizace do dílčích lokáních oblastí, které byly schopny řešit místní důležité funkce pro zabezpečení ekonomických a sociálních podmínek života. Moci se ujímali místní vládci nomarchové. Přechodná doba se datuje do období mezi koncem vlády 6. dynastie, zejména od vlády Pepiho II., až do sjednocení v období 12. dynastie, to je ~ 2150–1940 př. n. l.; uvažovaný začátek a pak její konec nemají přesnější kontury, konec se datuje k době opětovného sjednocení Egypta za faraona Amenemheta I. Sehetepibre (1939–1910 př. n. l.).

## Historický vývoj

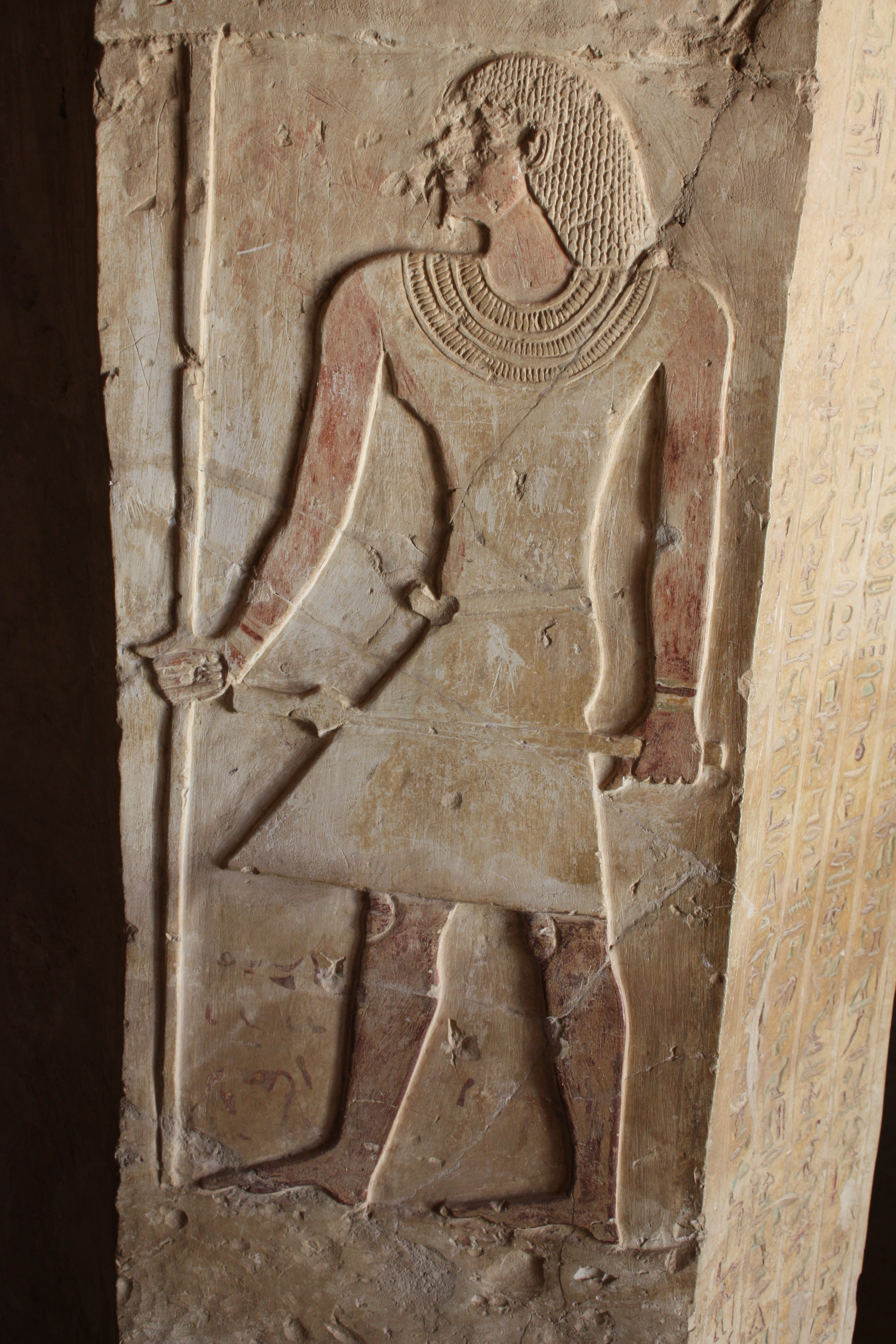
Antef II.; hrobka v El-Mo'alla

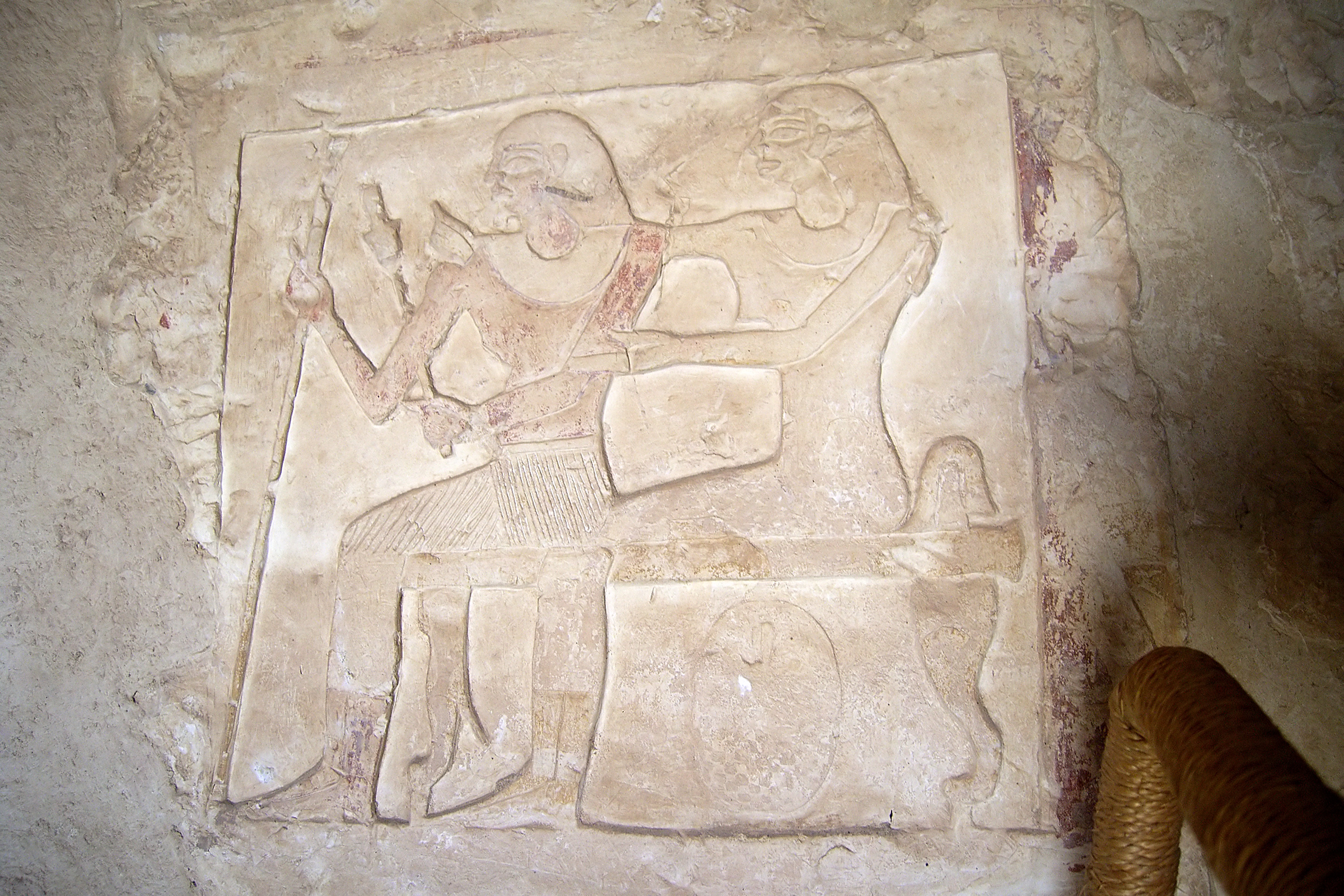
Hrobka nomarchy Anchtifa a jeho ženy z hrobky v El-Mo'alla

Konec 6. dynastie byl poznamenán dlouhou dobou vlády faraona Pepiho II. (~63 let), kdy vznikly následnické spory, které vedly k rozkladu vládnoucích struktur, zejména pak za vlády královny Neitokret (~ 2152 př. n. l.). Centrální vláda pozbyla vliv na chod říše, jednotliví nomarchové řešili problémy svých hospodářství, závislých na zavlažovacích systémech a jejich obnově při proměnlivých ročních výší záplav Nilu. Některé texty také naznačují, že opakované nízké nilské záplavy způsobovaly v zemi hladomor, hospodářské krize a občanské války. Neolitický subpluviál, tedy vlhčí podnebí, však skončilo již během období Staré říše a hospodářství Egypta se pravděpodobně s touto změnou bez obtíží vyrovnávalo.[zdroj?] Nedávné výzkumy v oblasti Elefantiny dokonce naznačují, že výše hladiny Nilu během záplav, na začátku 1.prvního přechodného období, byly spíše nadprůměrné. Byly ale nalezeny i znaky dočasné změny klimatu („4.2-kiloyear event“), které vedly i k tomu, že byl holocén rozdělen tak, že svrchní holocén začíná 2250 let př. n. l. Našly se i zápisy o strádání lidí, tak jak dokumentují texty v hrobce vládce 3. nomu Antefa II. v místě El- Mo'alla v Horním Egyptu (poblíž Luxoru).
| „                     | Dal jsem chléb hladovým a oblečení nahým; pomazal jsem ty, kteří neměli kosmetický olej; bosým nohám jsem dal sandály; dal jsem mu ženu, který žádnou ženu neměl; postaral jsem se o města Hefat ] a Hor-mer v každé době utrpení, kdy byla obloha zakalená a Země byla vyprahlá …(?)… a když všichni zemřeli hladem na tomto písečném břehu Apophis (božstvo chaosu). Jih přišel se svými lidmi na sever s jeho dětmi; přinesli nejlepší olej výměnou za ječmen, který jim byl dán. | “ |
| — Stephan Seidlemayer | |   |

Odstředivé tendence místních velmožů oslabovaly jednotný státní systém a problémy jednotlivých oblastí byly pro místní populace důležitější než kolabující centrální správa. Tyto procesy jsou v odkazech popisovány ve vztahu k 8. až 11. dynastii, které se však chronologicky překrývají a jejich působení bylo jednak rozdílné a jednak časově proměnné. Trvale probíhaly vzájemné mocenské střety, prakticky koncentrované jak v Dolním Egyptě, tak i v Horním Egyptě soustředěném kolem centra ve Vesetu.

## Chronologie
| dynastie        | doba trvání Př.Kr | Poznámka                                                        |
| --------------- | ----------------- | --------------------------------------------------------------- |
| 8. dynastie     | 2150–2130         | Sídlo v Mennoferu                                               |
| 9./10. dynastie | 2134–2050         | Vláda v Heracleopolis Spojenci – princové z 13. nomu Lycopolis. |
| 11. dynastie    | 2080–1940         | Vláda ve Vesetu                                                 |

## Vládci

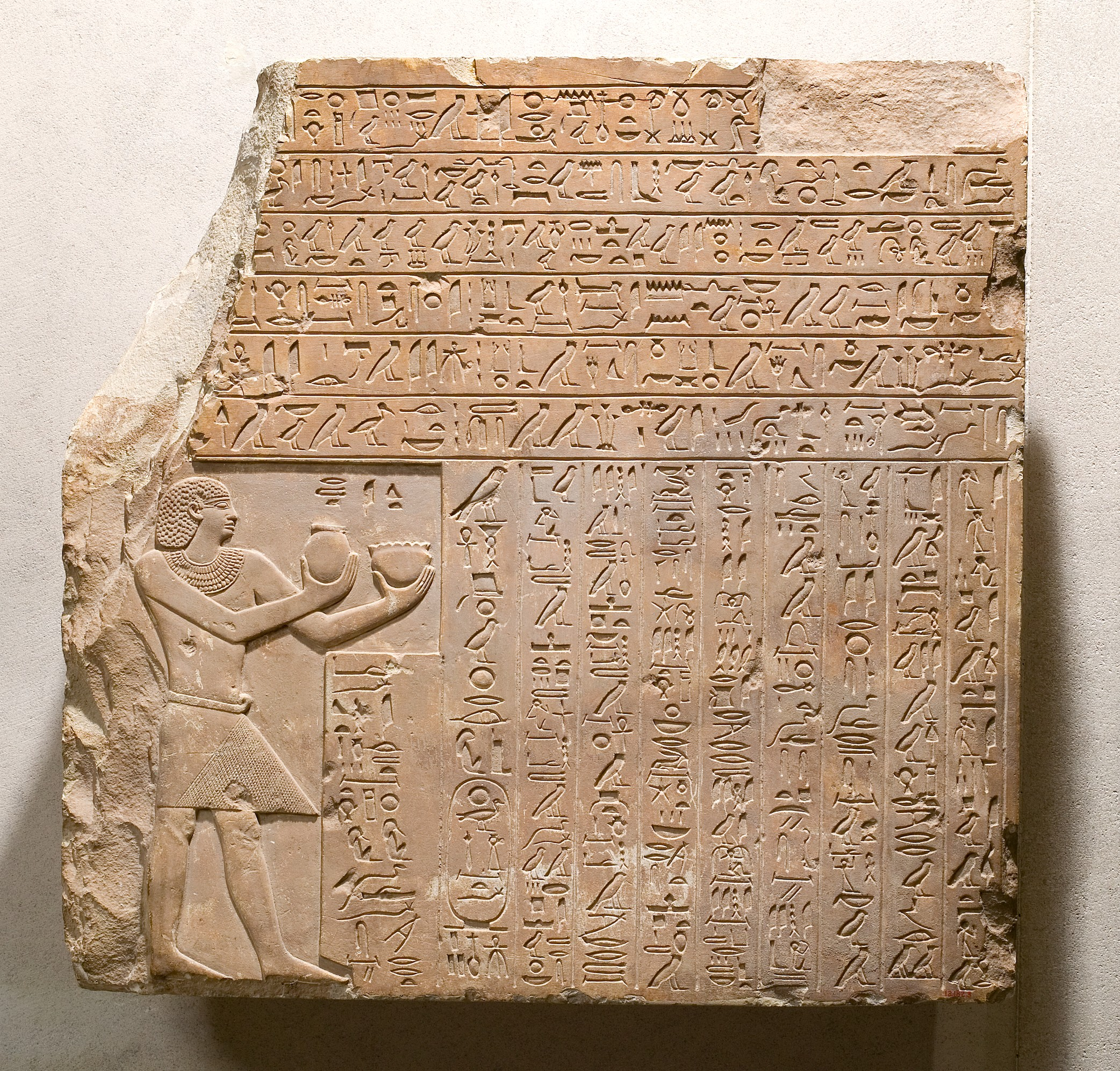
Stéla Antefa II.; 11. dynastie

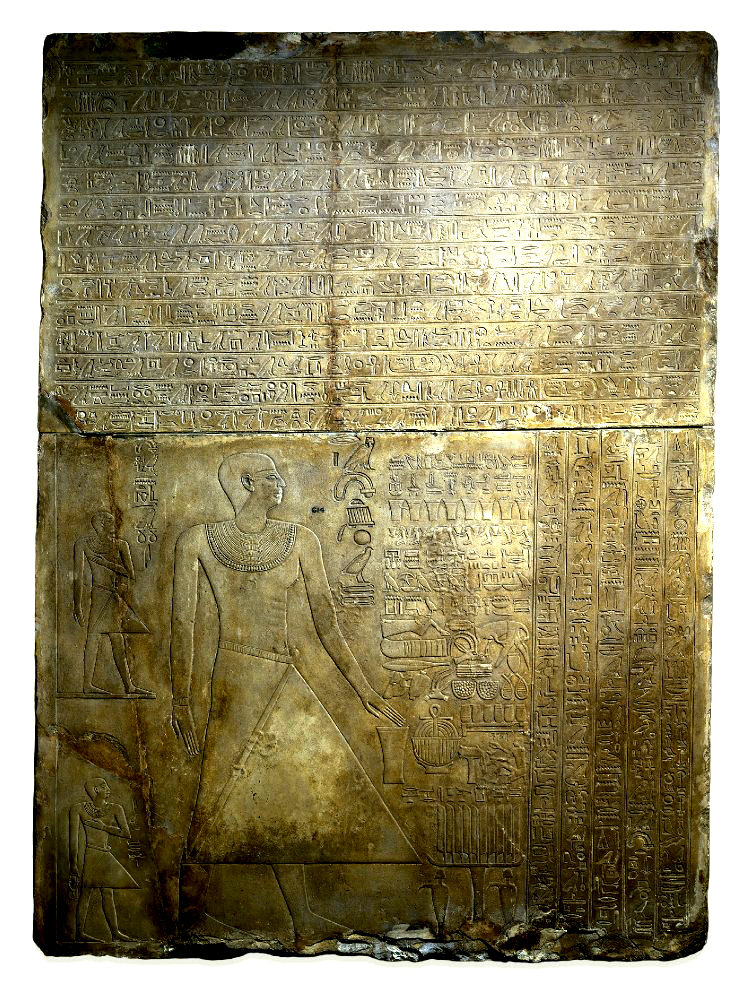
Stéla Tjetji, vezíra strážce pokladu, vrchního komorníka za vlády Antefa II.

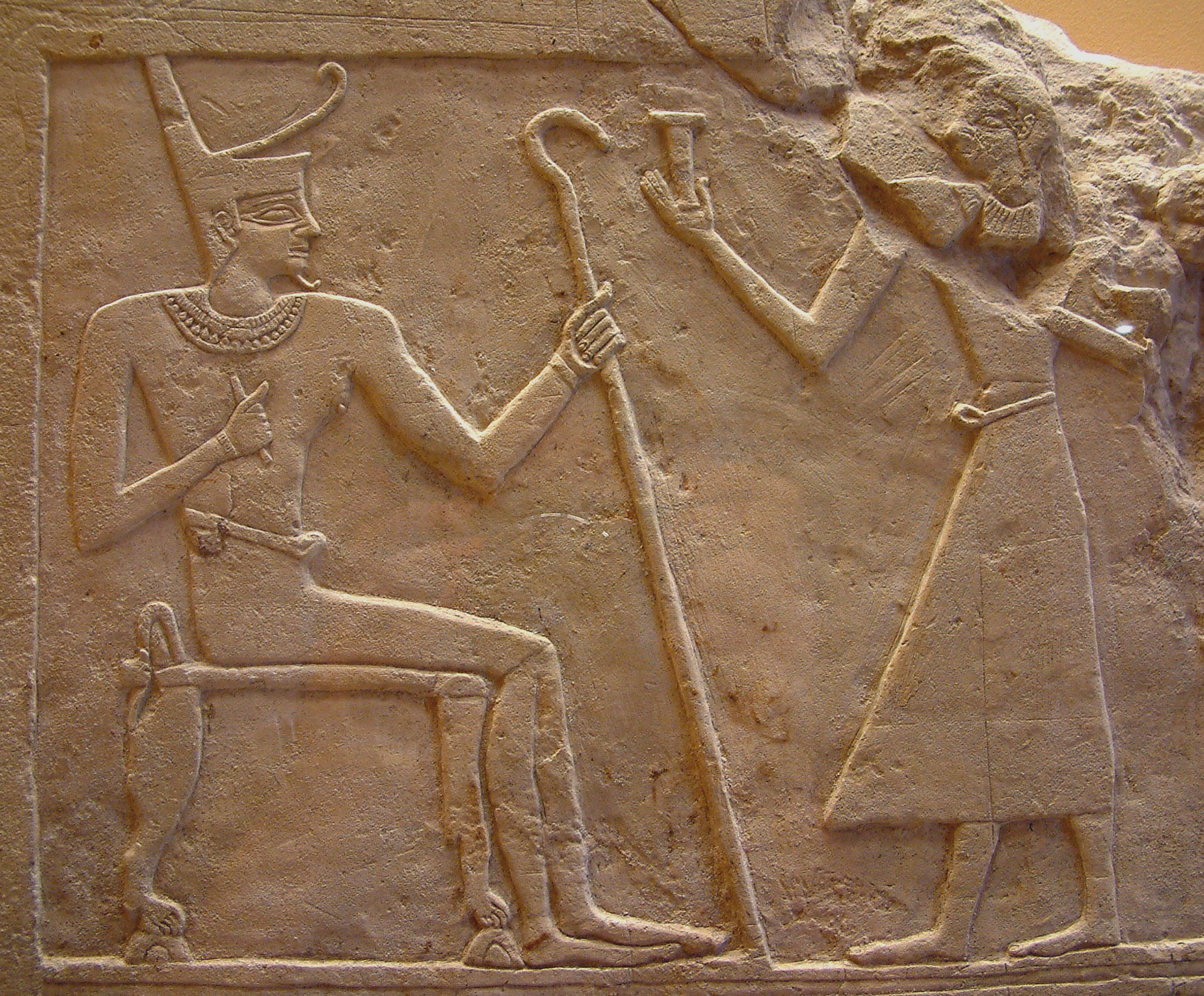
Mentuhotep I. přijímá obětiny

Linie králů vládnoucích z Mennoferu se v První přechodném období, patrně ke konci 8. dynastie, přemístila do Heracleopolisu ve středním Egyptě, poblíž vstupu do oázy Fajjúm. Již v době vlády 6. dynastie se úřad nomarchů (guvernérů jednotlivých částí Egypta) dědil v okruhu bohatých rodů. Cílem této změny byla původně snaha zvýšit účinnost správy provinčních nomů. Jejich správci tak získali přístup k zemědělským produktům, které byly původně soustředěny v rukou panovníka a odtud se pouze přerozdělovaly. Provincie začaly bohatnout a aristokracie se snažila vyrovnat královskému dvoru. Původně homogenní vrstva vládnoucích úředníků se začala hierarchizovat a postupně došlo k decentralizaci moci. Bohaté vrstvy úředníků, vládci nomů si stavěli nekrálovské hrobky s bohatší pohřební výbavou, kde na stěnách zobrazovali scény ze svého života, hospodářství a vlastní rodiny.
Vládcové v Heracleopolis ovšem nezískali vliv nad jižní oblastí, které ovládávaly rody nomarchů ve Vesetu a rozbroje mezi jihem a severem Egypta přetrvávaly až do konce vlády 11. dynastie, kdy se vlády zmocnil král Nebhepetra Mentuhotep II. Tím také skončili vládci 8. dynastie – 10. dynastie.
Dějiny První přechodné doby je možné rozdělit na dvě části – na dobu vlády pouze heracleopoliských vládců a na dobu soupeření Heracleopolis a Vesetu. V počátečním období docházelo mezi jednotlivými vládci k častým bojům o vládu nad větším územím. V Heracleopolis, kde je datována 9. – 10.dynastie se uvádí více panovníků s často se vyskytujícím jménem Chetej. O jejich vládě ani délce jejich vlády nejsou přesnější informace, odkazy směřují na Manehtův seznam, nebo z něj odvozené řady. Podle Manehta založil heracleopoliskou dynastii Chetej I. Meribré, který po pádu Staré říše ovládal značnou část Egypta s centrem v Abydosu. Jeho nástupce Chetej II. Nebkauré byl králem 9. dynastie v Heracleopolisu. Žádný z panovníků vládnoucích v Heracleopolis po sobě nezanechal památky, nebo alespoň žádné nebyly dosud nalezeny.
V této době se v oblasti Dolního Egypta pravděpodobně vytvořilo další centrum moci, které však zřejmě nemělo dlouhého trvání. Na jih od středoegyptského sídla Asijút byla nalezena hrobka (mastaba), zvaná Kóm Dara vládce Khui z 8.dynastie, nacházející se v Daře, nekropoli poblíž Asijútu. Jedná se o monumentální hrobku místního typu, používanou pro bohatší vrstvy. Podle rozměrů (138 × 144 m, na výšku 20 m) patřila místnímu nomarchovi Khui, který zde vytvořil centrum moci.
| HASH |

| HASH |

| ra | nfr | kA | p · p | i | i | s | n · b |

| ra | nfr | kA | p · p | i | i | s | n · b |

| HASH |

| HASH |

| N5 | U6 | i | i | ib |

| N5 | U6 | i | i | ib |

| z | nfr | kA | D36 · n | W24 | w |

| z | nfr | kA | D36 · n | W24 | w |

| HASH |

| HASH |

| ra | mr | i | i | D28 |

| ra | mr | i | i | D28 |

| ra | A28 | kA · Z2ss |

| ra | A28 | kA · Z2ss |

| HASH |

| HASH |

| ra | V29 | D28 |

| ra | V29 | D28 |

| ra | nfr | kA · Z2ss |

| ra | nfr | kA · Z2ss |

| HASH |

| HASH |

| N5 | nb · Z1 | D28 · Z2ss |

| N5 | nb · Z1 | D28 · Z2ss |

| G5 | nfr | kA · Z2ss |

| G5 | nfr | kA · Z2ss |

| HASH |

| HASH |

| U6 | F34 | i | i | N17 · N17 |

| U6 | F34 | i | i | N17 · N17 |

| ra | nfr | ir · kA |

| ra | nfr | ir · kA |

| HASH |

| HASH |

| F32 · X1 | M17 | M17 |

| F32 · X1 | M17 | M17 |

| Aa1 · D43 | G43 | A1 |

| Aa1 · D43 | G43 | A1 |

| HASH |

| HASH |

| ra | mr | i | i | D28 |

| ra | mr | i | i | D28 |

Ve druhé, pozdní fázi První přechodné doby (trvala ~ 90 až 110 let) dominovali panovníci vesetské 11. dynastie, ale také v pozdější době včetně Střední říše. Jejím zakladatelem byl Mentuhotep I., jeho nástupcem byl Antef I. Sehertauej. Ten si nechal postavit hrobku tesanou do přirozené skály (hrobky nekrálovských osob, kdy se vytesal dvůr pro pohřební kaple s pohřebními šachtami pro majitele a jeho rodinu). Antefova hrobka TT386 má rozměry 54×300 m a naznačuje mocenské postavení panovníka. O vládě Antefa II. jsou zápisy na stéle Tjetjiho, vezíra strážce pokladu, vrchního komorníka za vlády Antefa II.(p.201) 11. dynastie.

## Souhrn
První přechodná doba byla obdobím společenských zmatků a změn. Došlo k decentralizaci panovnické moci, mocenským bojům mezi nomarchy a ztrátě vážnosti faraona. Vlivem zbohatnutí provincií došlo také k rozvoji lidové tvorby a rozšíření řemeslných znalostí. Místní správci si vydržovali vlastní řemeslníky, nezávislé na panovnickém dvoře.
Archeologické nálezy ze tohoto období ukazují, že vyráběné předměty sloužily praktické potřebě běžného života. Tvar keramických nádob svědčí o používání hrnčířského kruhu. I do hrobek prostých lidí byly dávány předměty vyrobené speciálně pro tyto účely, např. modely lodí, řemeslných dílen, dřevěné sošky nosičů obětin, vešebti apod. Hlavu mumifikovaného zemřelého začaly zakrývat masky vyrobené ze sádry a plátna, polychromované. Na rakve se psaly Texty rakví, které vznikly z Textů pyramid Staré říše a rozšířily se hlavně v době Střední říše.
Doposud prozkoumané archeologické a epigrafické nálezy ukazují, že i v celkově zchudlé populaci se rozvíjela kultura a zejména v hornoegyptských provinciích docházelo ke společenskému rozvoji, na který navázaly další generace. První přechodná doba tedy nebyla jen obrazem kolapsu systému, po období chaosu, občanských válek posléze dospěla k celkové regeneraci a dynamice dalšího rozvoje.

## Fotogalerie

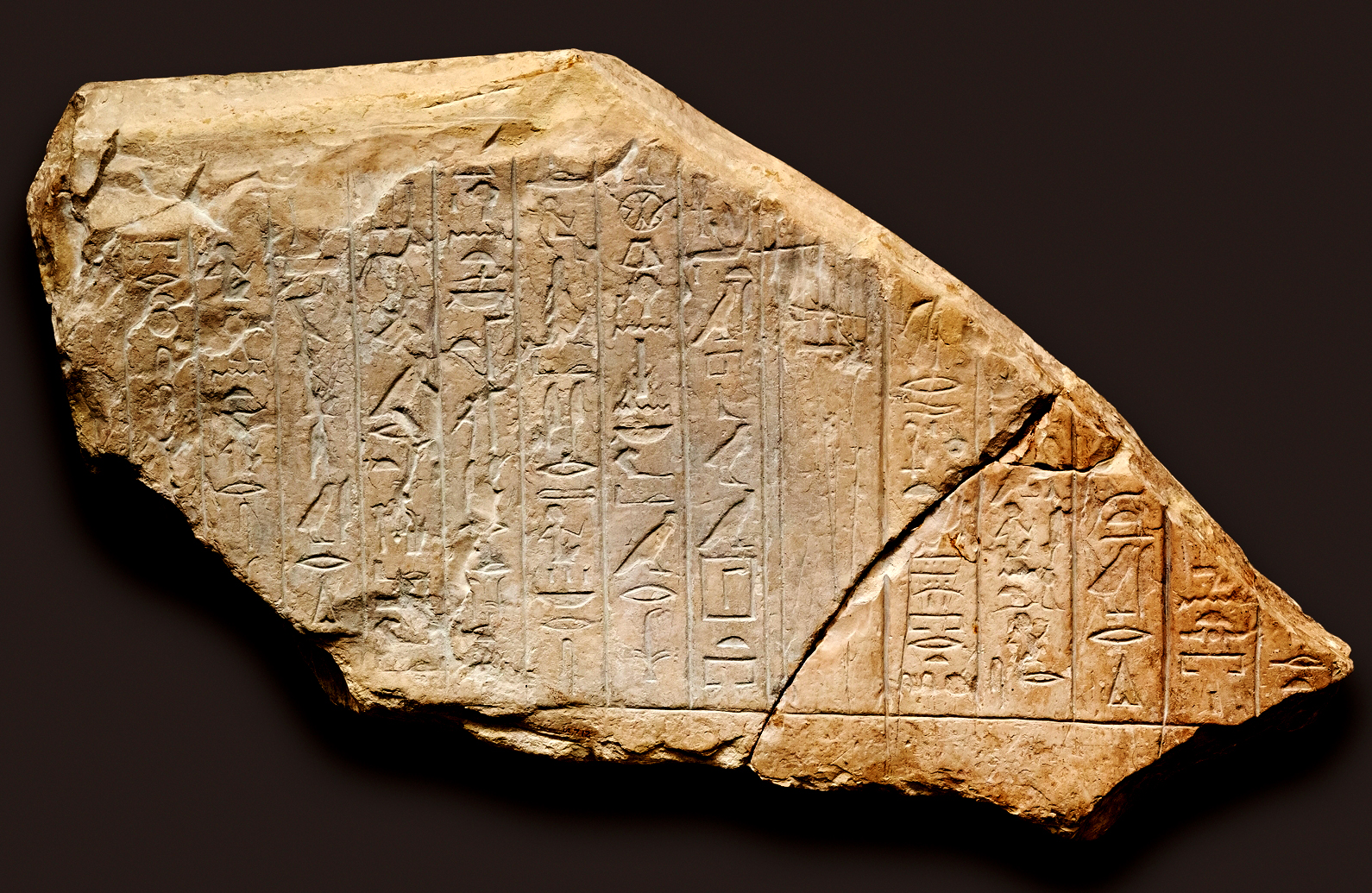
Fragment nařízení krále Neferkauhora (Khuwihapi) jmenovaní bratra Idy do chrámu Min v Coptos; 8. dynastie
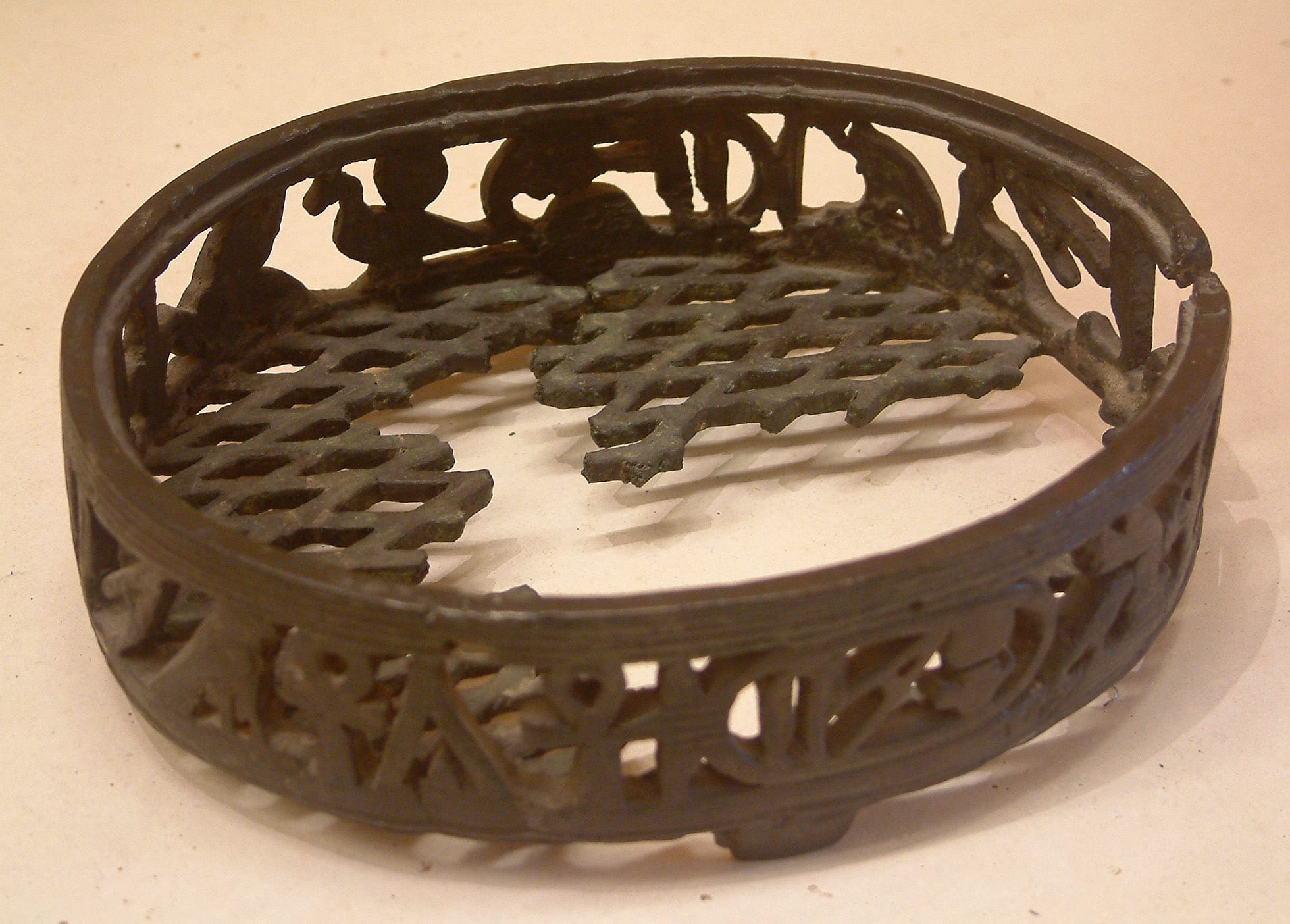
Žebrovaná měděná mísa s jménem Mériib Chetej VII.; 10. dynastie
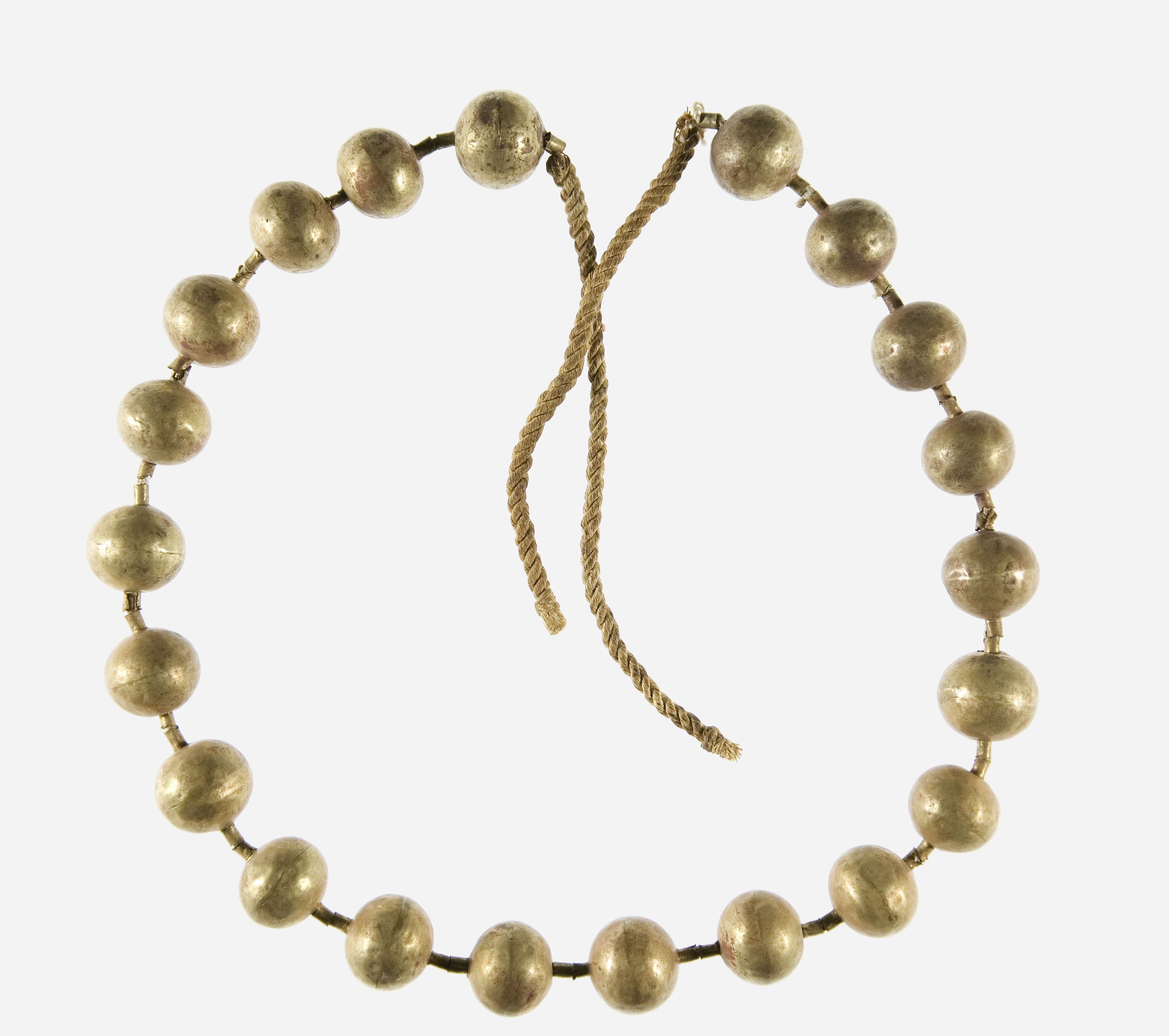
Zlatý dětský náhrdelník; 11. dynastie
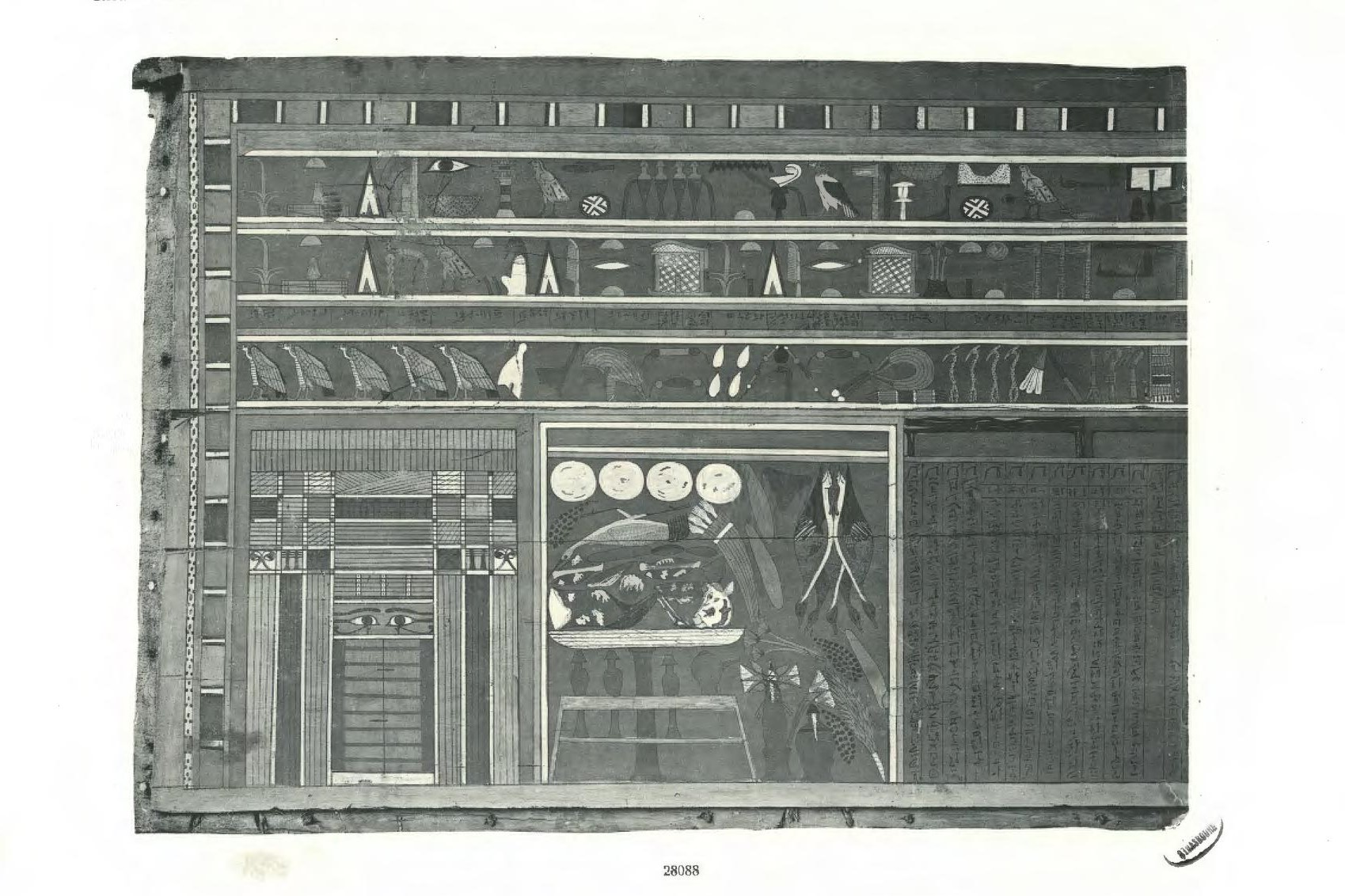
Dřevěná rakev s kartuší krále Uahkara Chetej V.; 9. dynastie
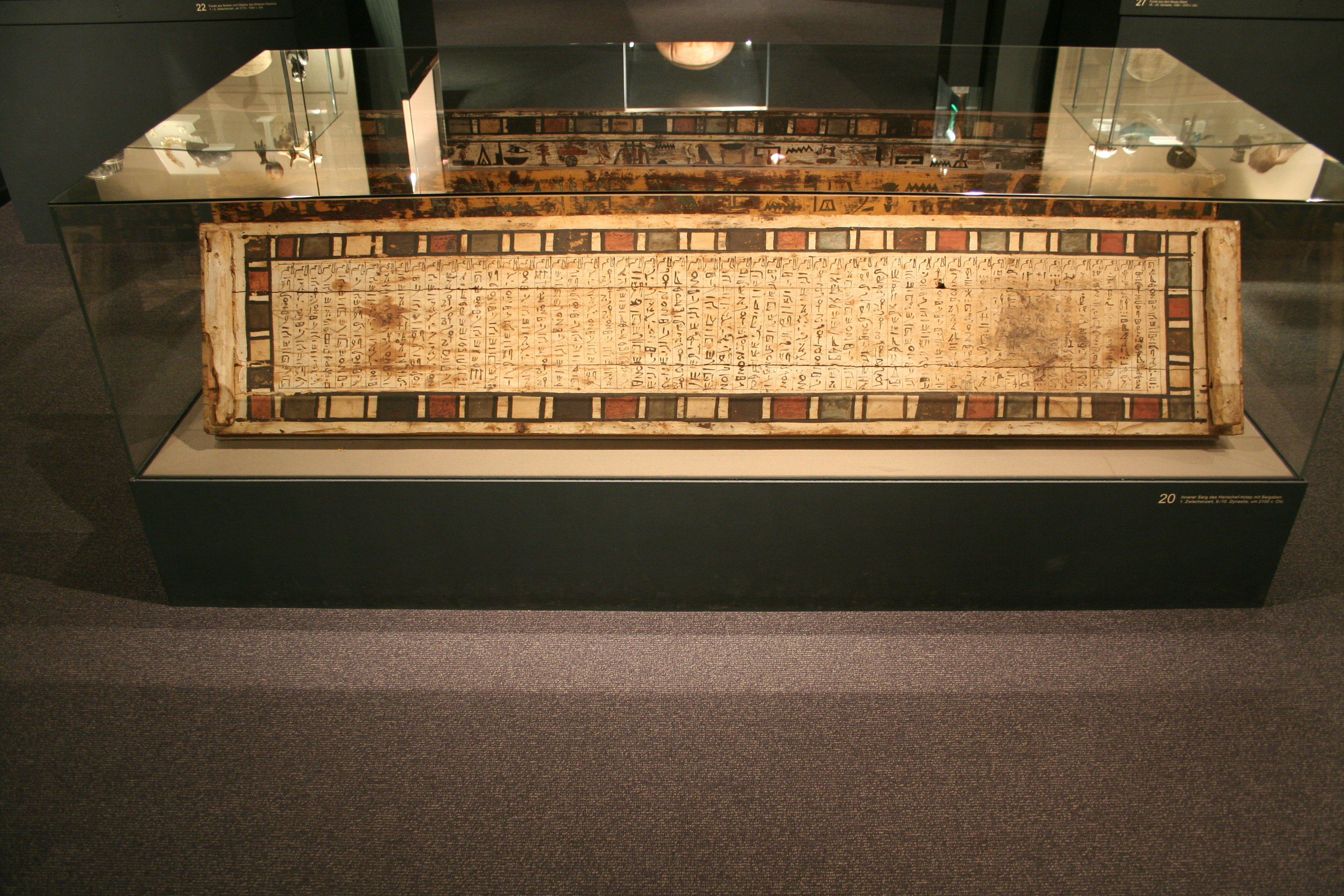
Rakev kněze Herišefhotepa; hrobka v Abúsíru 9/10 dynastie
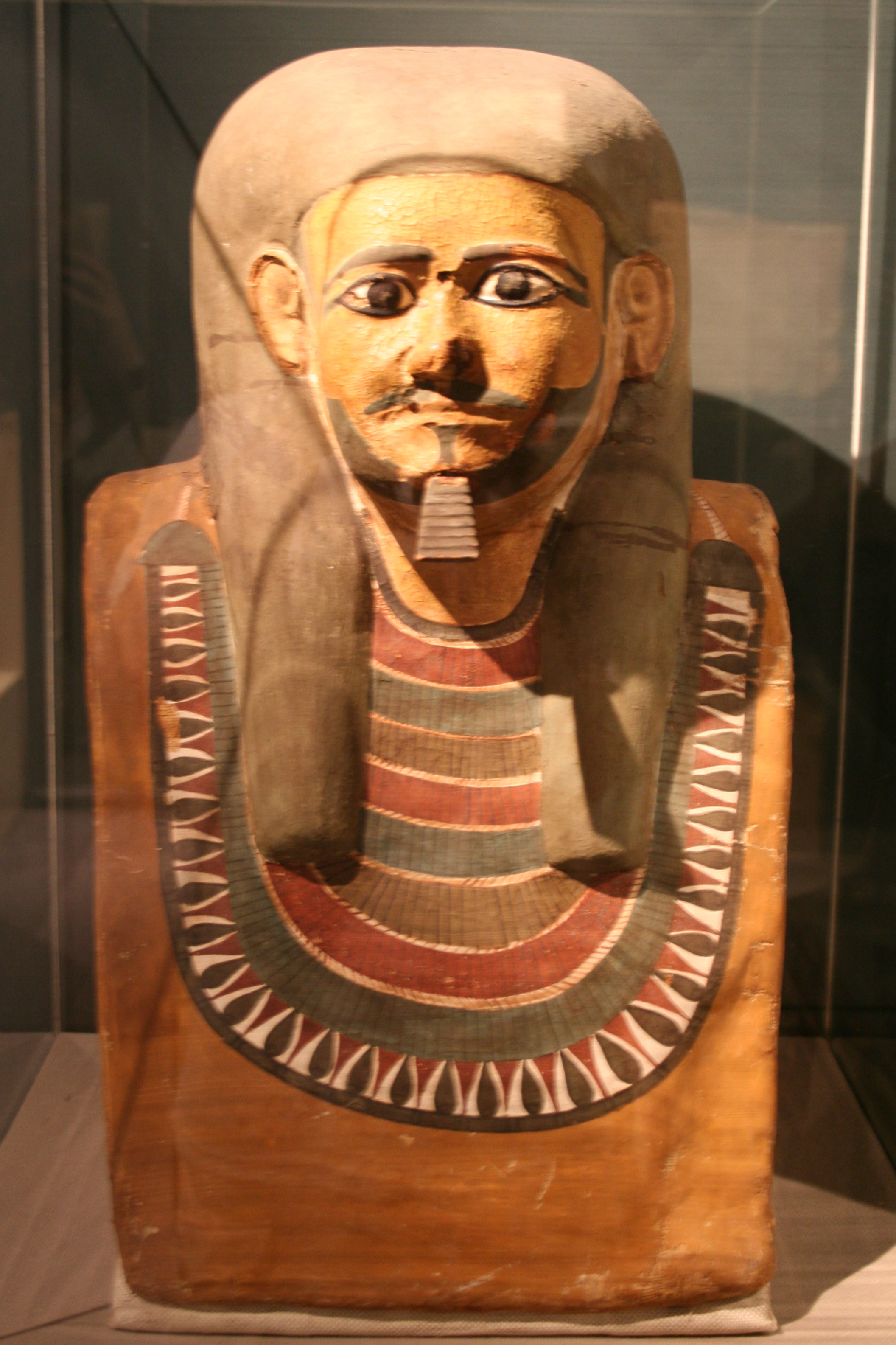
Maska mumie kněze Herišefhotepa; hrobka v Abúsíru
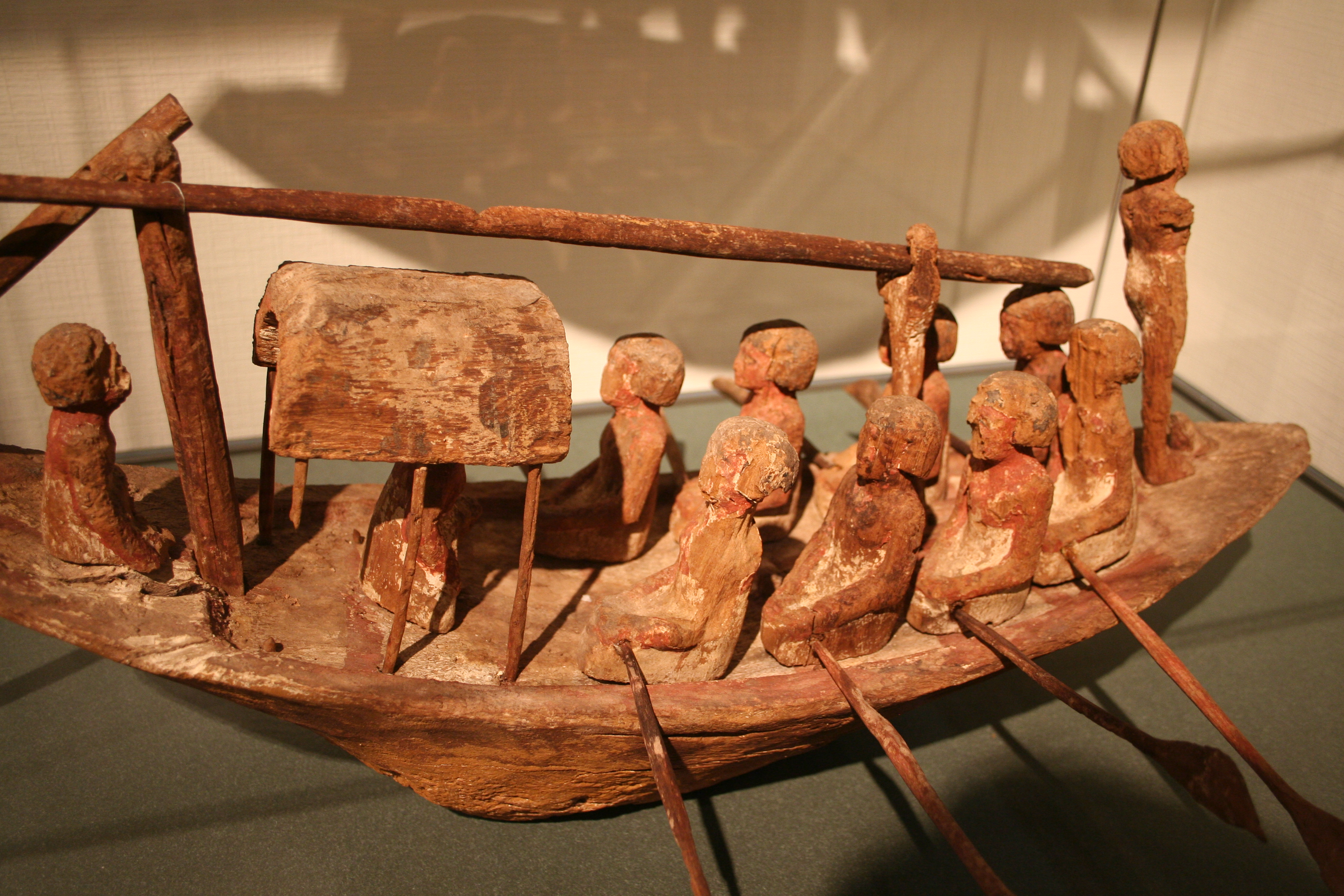
Model bárky z hrobky kněze Herišefhotepa
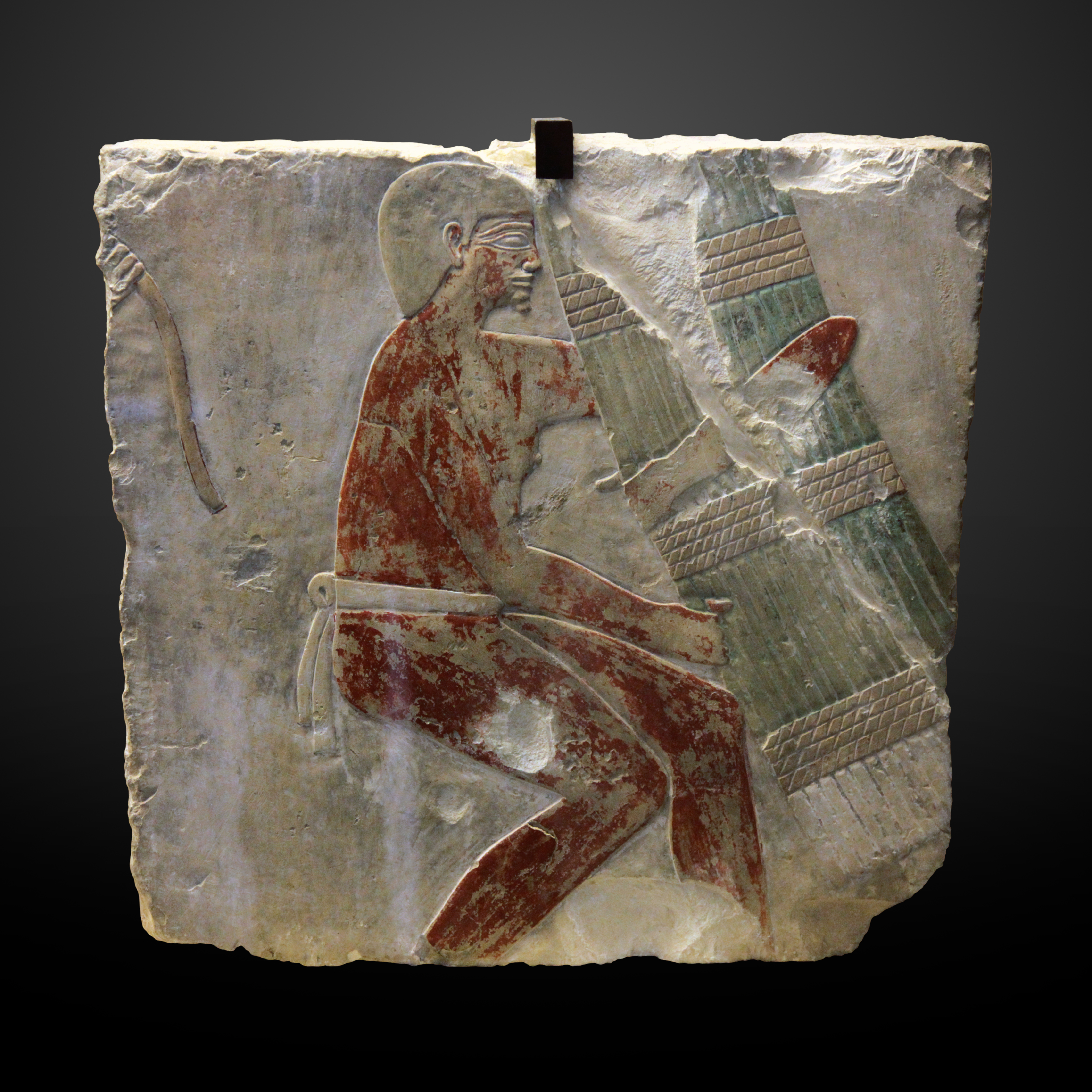
Muž sklízející papyrus; ~ 9. dynastie
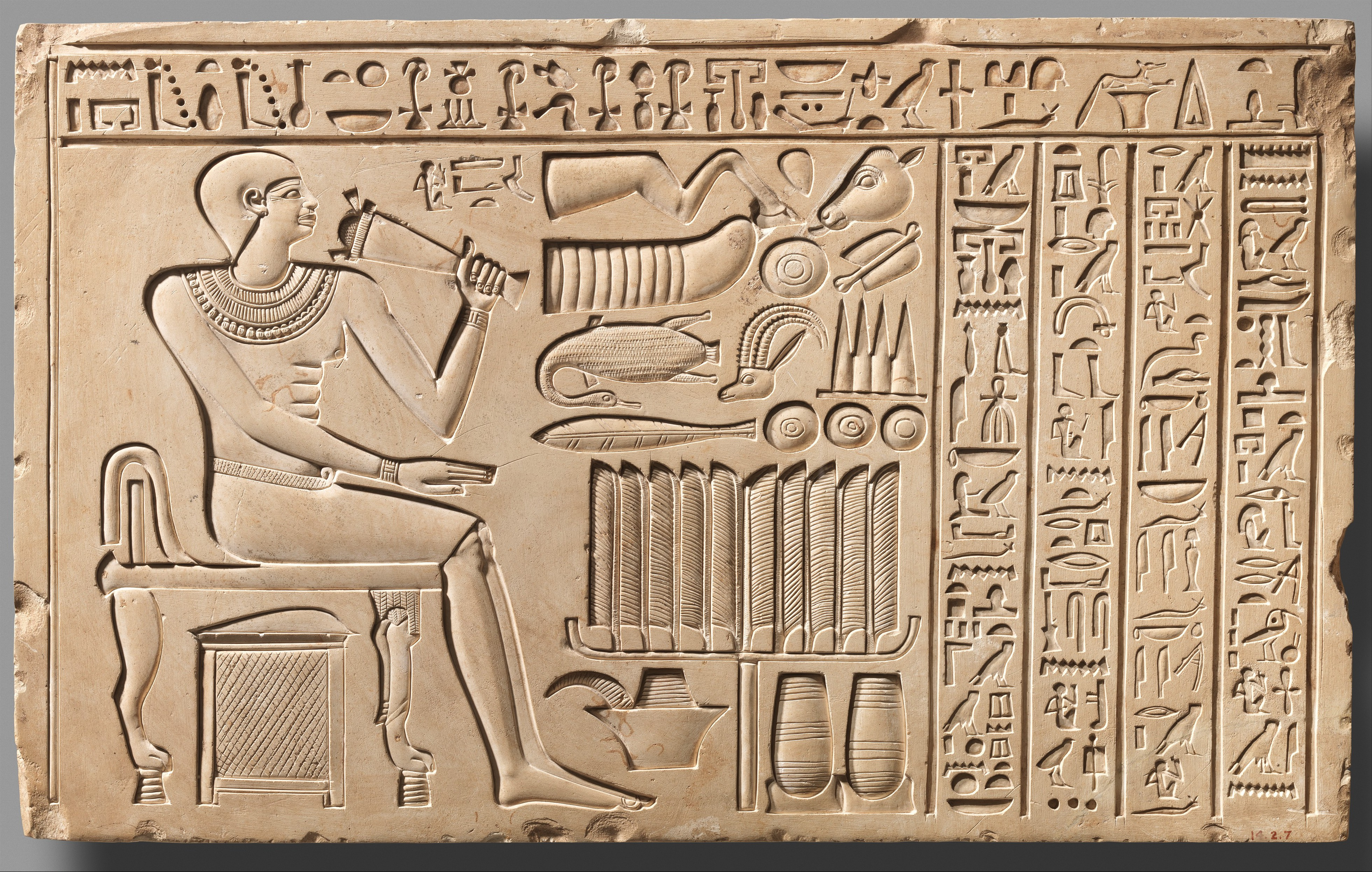
Stela vrátného Maati. Pokladník jménem Bebi touží stát se vezírem; 11. dynastie, Metropolitní muzeum umění N.Y.